# Hiệp ước Nhật–Hàn, 1910
Hiệp ước Nhật–Hàn 1910, còn được gọi là Hiệp ước sáp nhập Nhật Bản–Hàn Quốc, được thực hiện bởi các đại diện của Đế quốc Nhật Bản và Đế quốc Đại Hàn vào ngày 22 tháng 8 năm 1910. Trong hiệp ước này, Nhật Bản chính thức sáp nhập toàn bộ bán đảo Triều Tiên sau Hiệp ước năm 1905 vốn đã công nhận quyền bảo hộ của Nhật Bản cùng Hiệp ước năm 1907 khiến cho Hoàng tộc Triều Tiên bị tước quyền quản lý nội bộ.

## Lịch sử
Hiệp ước được tuyên bố trước công chúng và có hiệu lực vào ngày 29 tháng 8 năm 1910, chính thức bắt đầu thời kỳ cai trị của Nhật Bản tại Triều Tiên. Hiệp ước có tám điều, trong đó có điều khoản đầu tiên: "Hoàng đế Đế quốc Đại Hàn đưa ra sự nhượng bộ hoàn toàn và vĩnh viễn cho Hoàng đế Nhật Bản về tất cả các quyền chủ quyền đối với toàn bộ bán đảo Triều Tiên".
Thuật ngữ ám chỉ hiệp ước này được gọi là Joyak (조약 條約 - điều ước), ngụ ý hiệp ước đã bị người Nhật ép buộc (Gyeongsul Gukchi - tiếng Hàn: 경술국치; Hanja: 庚戌國恥 - Canh Tuất Quốc Sỉ) hay Gukchi-il (국치일 國恥日 - Quốc Sỉ Nhật).

### Vai trò của chính phủ Anh Quốc
Đế quốc Anh chấp nhận việc Đế quốc Nhật Bản sáp nhập bán đảo Triều Tiên, thông qua mối quan hệ của Anh với Nhật Bản được ký kết trong Liên minh Anh-Nhật năm 1902.

### Vai trò của chính phủ Hoa Kỳ
Hoa Kỳ cũng có vai trò giúp đỡ đắc lực trong âm mưu sáp nhập bán đảo Triều Tiên của Đế quốc Nhật Bản theo Hiệp định Taft–Katsura.

## Nội dung chính
- Hoàng đế Đế quốc Đại Hàn nhường lại vĩnh viễn toàn bộ bán đảo Triều Tiên cho Đế quốc Nhật Bản;
- Đế quốc Nhật Bản chấp nhận yêu cầu của Đế quốc Đại Hàn là được sáp nhập vào Đế quốc Nhật Bản vĩ đại;
- Đế quốc Nhật Bản tiếp tục bảo đảm sự bảo vệ về phẩm giá, quyền lợi và lợi ích kinh tế hợp pháp của các Hoàng đế cùng Hoàng tộc cũ của Đế quốc Đại Hàn;
- Đế quốc Nhật Bản có thể vinh danh Đế quốc Đại Hàn;
- Đế quốc Nhật Bản phải bảo vệ cuộc sống và tài sản của người dân Đế quốc Đại Hàn đồng thời nâng cao phúc lợi cho họ;
- Đế quốc Nhật Bản có thể trưng dụng người dân thuộc Đế quốc Đại Hàn kể cả các quan chức Hoàng gia.

## Di sản và ảnh hưởng
Hiệp ước chính thức chấm dứt nền độc lập của bán đảo Triều Tiên. Ngày nay, toàn bộ người dân trên bán đảo (Hàn Quốc và Bắc Triều Tiên) đều xem đó là thứ Hiệp ước quốc sỉ (sự sỉ nhục đất nước), đồng thời luôn căn dặn, dạy dỗ, giáo dục các thế hệ sau không bao giờ được phép lãng quên mối nhục mà tổ tiên đã phải gánh chịu này.